# Steven Scott
Steven Scott (10 gennaio 1985) è un ex tiratore a volo britannico, vincitore della medaglia di bronzo ai Giochi olimpici di Rio de Janeiro 2016 nel double trap.

## Palmarès
- Olimpiadi

Rio de Janeiro 2016: bronzo nel double trap.
- Campionati mondiali di tiro a volo

Granada 2014: bronzo nel double trap.
- Campionati europei di tiro a volo

Granada 2007: bronzo nel double trap;
Nicosia 2008: oro nel double trap;
Lanarca 2012: argento nel double trap e nel double trap a squadre;
Sarlóspuszta 2014: oro nel double trap e argento nel double trap a squadre;
Maribor 2015: oro nel double trap a squadre;
Lonato del Garda 2016: oro nel double trap a squadre;
Osijek 2023: oro nel trap a squadre.
- Giochi del Commonwealth

Delhi 2010: oro nel double trap maschile a coppie
Glasgow 2014: oro nel double trap